# Guizengeard
Guizengeard – miejscowość i gmina we Francji, w regionie Nowa Akwitania, w departamencie Charente.
Według danych na rok 1990 gminę zamieszkiwało 168 osób, a gęstość zaludnienia wynosiła 11 osób/km² (wśród 1467 gmin regionu Poitou-Charentes Guizengeard plasuje się na 827. miejscu pod względem liczby ludności, natomiast pod względem powierzchni na miejscu 568.).